# 鈴ヶ滝
鈴ヶ滝（すずがたき）は、新潟県村上市にある滝。日本の滝百選に数えられている。三面川の支流、高根川上流の鈴谷本流にかかる滝で、朝日連峰の西側に位置するが、磐梯朝日国立公園の指定区域にはぎりぎり含まれていない。
落差55メートル、幅10メートル（諸説あり）の滝であるが、水量の多いときは豪快かつ美しい容姿を見せてくれる。また、滝壺に下り、飛沫を浴びる事もできる。広場から林道を少し遡ると、鈴ヶ滝を上流から見ることもできる。

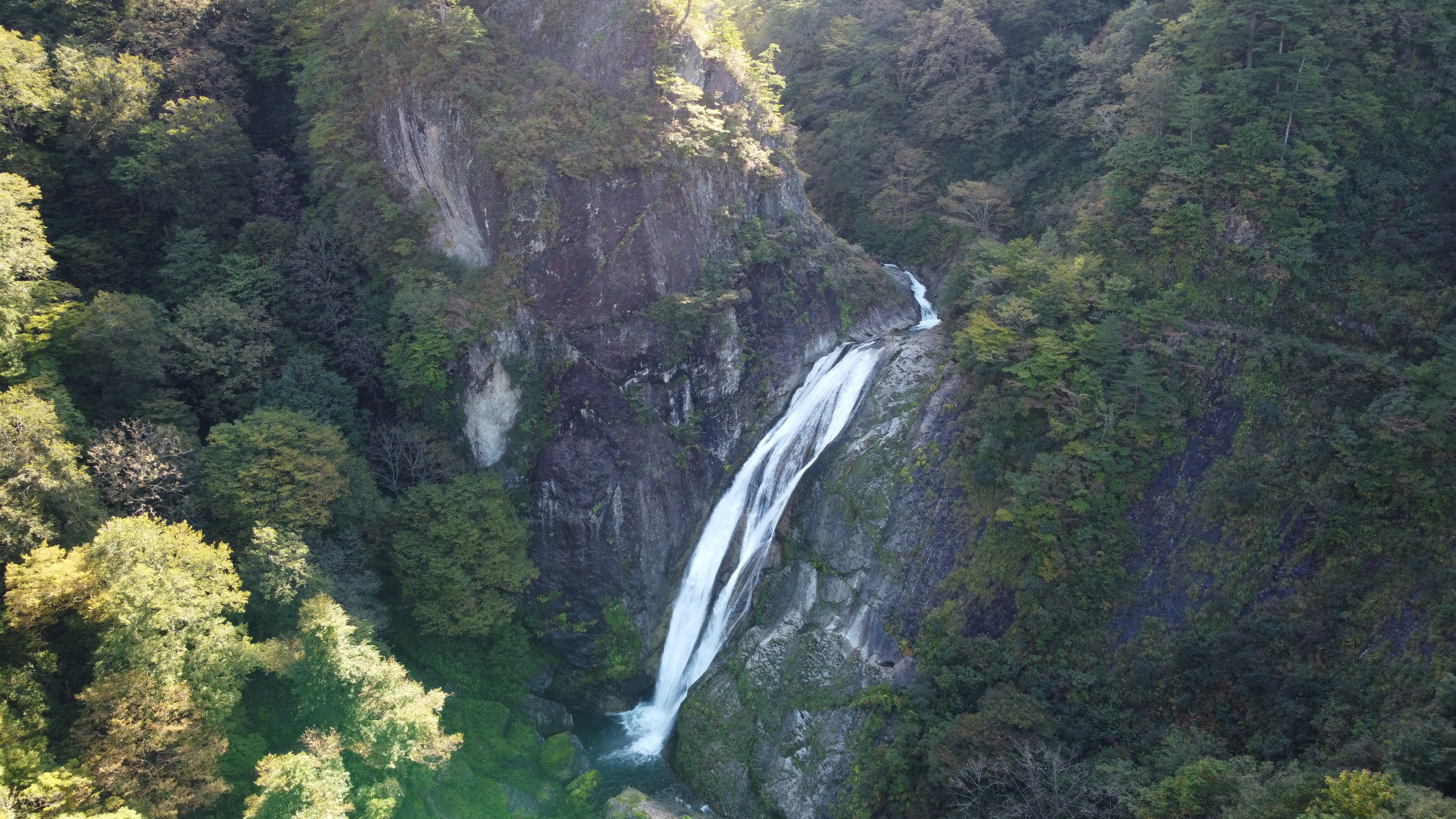
上空から

## アクセス
- 公共交通：JR羽越本線 村上駅から新潟交通観光バスの路線バスで約50分「高根」停留所下車後、徒歩約100分。
- 車：日本海東北自動車道朝日まほろばインターチェンジから新潟県道208号小揚猿沢線、新潟県道205号高根村上線、村上市道鈴滝線、林道鈴川線利用で駐車場まで約40分。駐車場から徒歩約15分 (450m) 。